# Anous minutus
Anous minutus là một loài chim trong họ Laridae.

## Hình ảnh

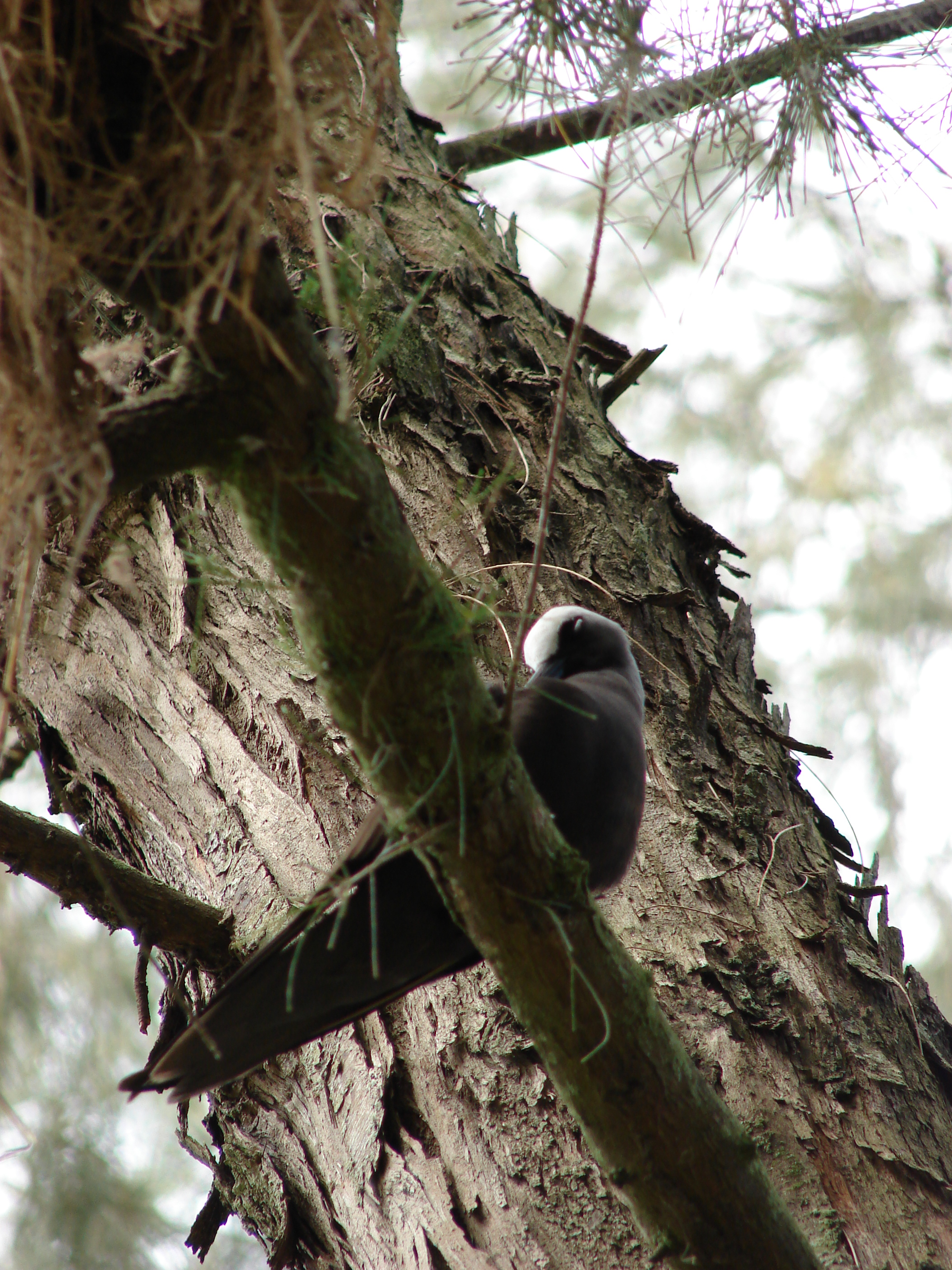
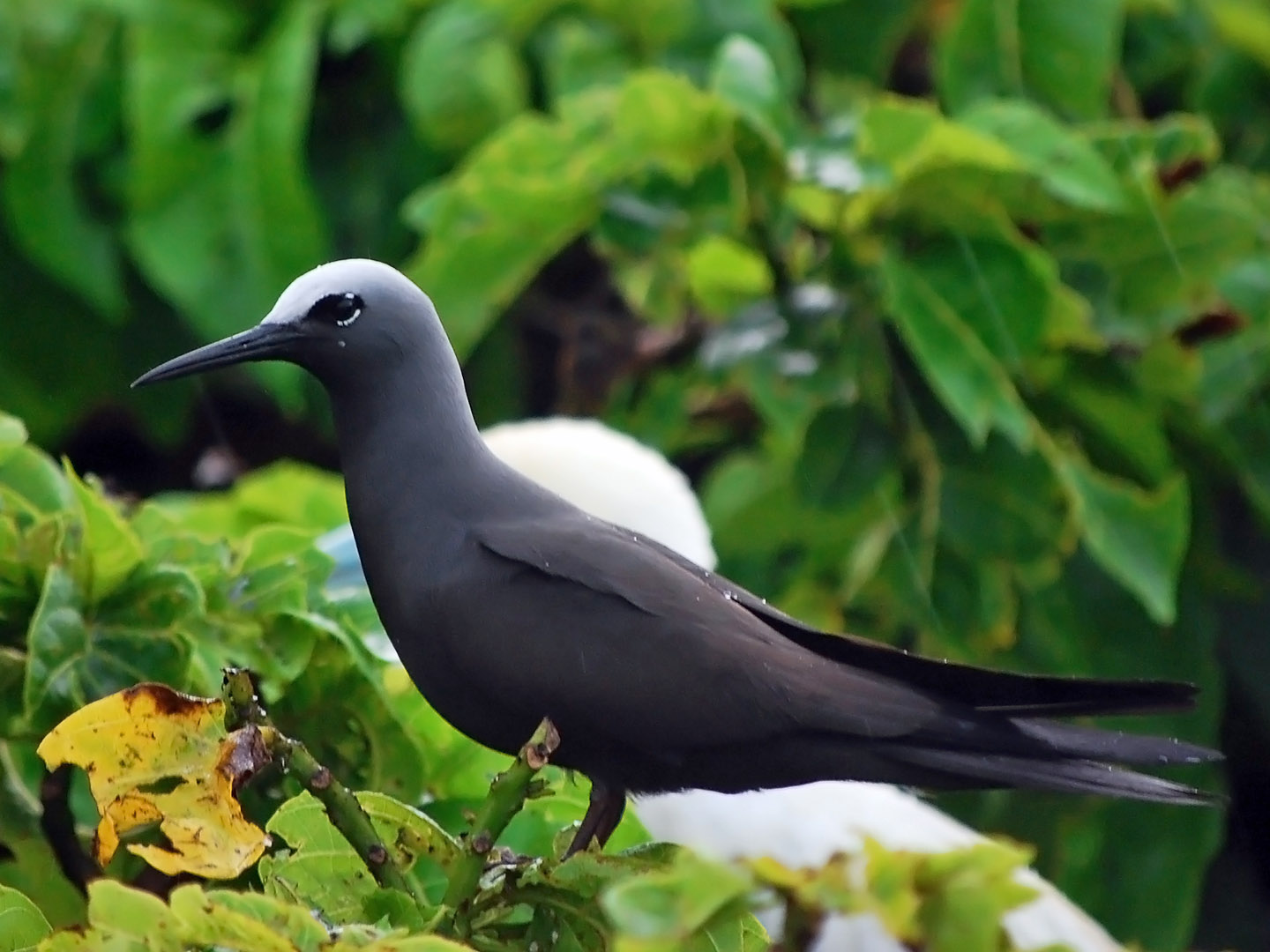
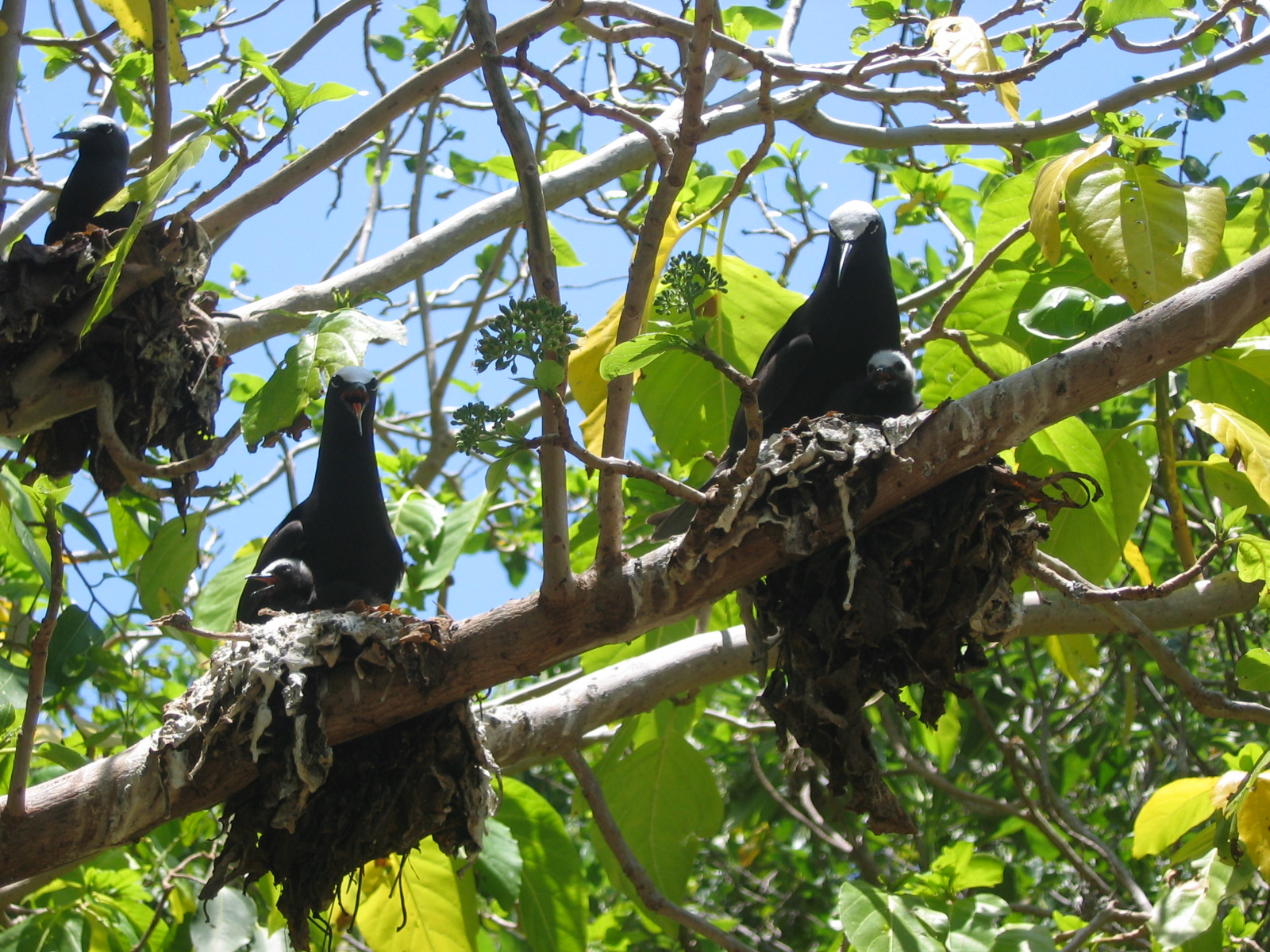
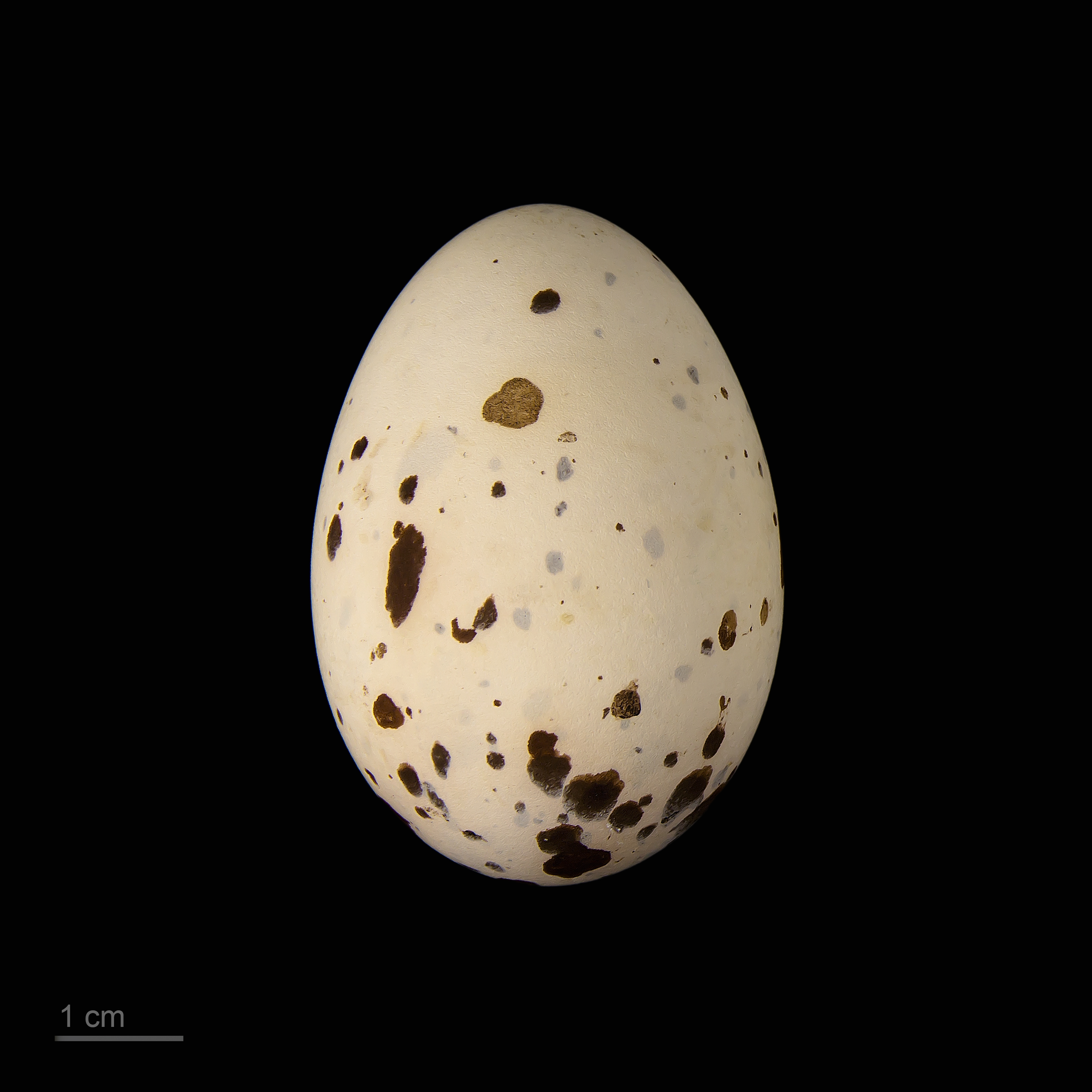
Museum specimen